# Distrito de Manzini
Manzini es un distrito de Suazilandia, situado en el centro-oeste de la nación. Ocupa un área de unos 5.068 km², y tiene una población de 298.378 habitantes (2010). Su capital es la ciudad de Manzini.

## Organización político-administrativa
Manzini está dividido en 16 tikhundlas, cada uno de los cuales elige su representante en la Asamblea del Libandla. Cada tikhundla está dividido en varios imiphakatsi:
- Tikhundla Ekukhanyeni: Bhekinkhosi, Ebutfonweni, Embheka, Engcayini, Engwazini, Enkiliji, Ensenga, Enyakeni, Esankolweni, Eswaceni, Kantunja, Maliyaduma, Mdayaneni, Mkhulamini.
- Tikhundla Hlambanyatsi: Dingizwe, Lundzi, Mbangave, Mlindazwe, Zondwako.
- Tikhundla Kwaluseni: Kwalusenimhlane, Logoba.
- Tikhundla Lamgabhi: Dudusini, Emhlangeni, Engwenyameni, Kalamgabhi, Kaluhleko.
- Tikhundla Lobamba: Luyengo, Malkerns.
- Tikhundla Ludzeludze: Ekudzeni, Enkamanzi, Esibuyeni, Esigombeni, Mbekelweni, Usweni, Zombodze.
- Tikhundla Mafutseni: Engculwini, Etimbutini, Kabhudla, Kankhambule, Luhlokohla, Mafutseni.
- Tikhundla Mahlangatja: Bhahwini, Ebuseleni, Eludvondvolweni, Eluzelweni, Emambatfweni, Empolonjeni, Kazulu, Mgomfelweni, Nsangwini, Sigcineni.
- Tikhundla Mangcongco: Dwalile, Mafutseni, Mangcongco, Ncabaneni, Sandlane.
- Tikhundla Manzini Norte: Edwaleni, Emakholweni, Mnyenyweni, Mzimnene.
- Tikhundla Manzini Sur: Lwandle, Mjingo, Moneni, Zakhele.
- Tikhundla Mkhiweni: Dvokolwako, Ekutsimleni, Mbelebeleni.
- Tikhundla Mtfongwaneni: Bulunga, Ehlane, Gundwini, Lwandle, Ndlandlameni.
- Tikhundla Ngwempisi: Bhadzeni I, Bhadzeni II, Elushikishini, Emahhashini, Emaqudvulwini, Engcoseni, Enhlulweni, Etshebovu, Khabonina, Mgazini, Velezizweni.
- Tikhundla Nhlambeni: Dwaleni, Kashali, Njelu.
- Tikhundla Ntondozi: Egebeni, Empini, Endlini Lembi, Kandinda, Ncabaneni, Ntondozi.

## Geografía

### Ciudades del distrito
| Ciudades de Manzini | Ciudades de Manzini | Ciudades de Manzini |
| Nombre              | Población           | Año                 |
| ------------------- | ------------------- | ------------------- |
| Manzini             | 94.874              | 2010                |
| Bhunya              | 2.149               | 2010                |
| Kwaluseni           | 2.799               | 2010                |
| Lobamba             | 3.756               | 2010                |
| Malkerns            | 7.957               | 2010                |
| Mankayane           | 799                 | 2010                |
| Mhlambanyatsi       | 2.139               | 2010                |
| Sidvokodvo          | 1.176               | 2010                |

## Demografía
| Población de Manzini (1997-2010) | Población de Manzini (1997-2010) | Población de Manzini (1997-2010) |
| Año                              | Habitantes                       | % respecto a la nacional         |
| -------------------------------- | -------------------------------- | -------------------------------- |
| 1997                             | 287.949                          | 29,81%                           |
| 2007                             | 293.260                          | 30,76%                           |
| 2010                             | 298.378                          | 31,04%                           |